# Ministerie van Justitie en Veiligheid
Das Ministerie van Justitie en Veiligheid (deutsch Ministerium für Justiz und Sicherheit), abgekürzt JenV, ist ein Ministerium der Niederlande. 

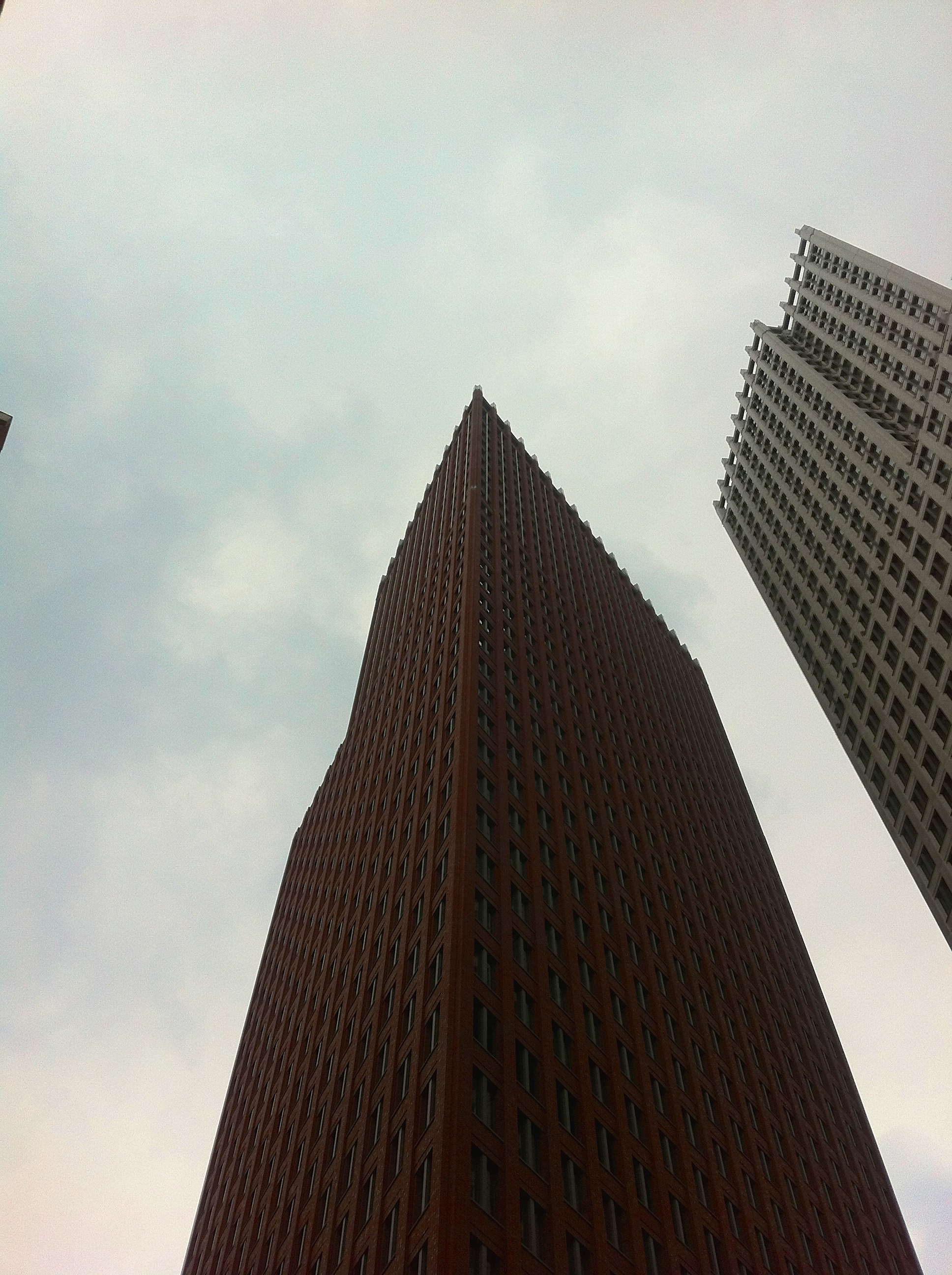
Heutiges Ministeriumsgebäude in Den Haag

Bis zum Oktober 2010 hieß das Ministerium Ministerie van Justitie; beim Amtsantritt des Kabinetts Rutte I unter Mark Rutte wurde der Bereich öffentliche Sicherheit vom Ministerie van Binnenlandse Zaken en Koninkrijksrelaties (BZK) auf das Justizministerium übertragen. Vom Oktober 2010 bis zum Oktober 2017 hieß das Ministerium Ministerie van Veiligheid en Justitie.
Im seit Juli 2024 regierenden Kabinett Schoof ist David van Weel (VVD) JenV-Minister. Staatssekretäre am Departement sind Ingrid Coenradie (PVV) (bis 2025) und Teun Struycken (NSC).